# Grundsheim
Grundsheim település Németországban, azon belül Baden-Württembergben. Lakosainak száma 205 fő (2023. december 31.).

## Népesség
A település népessége az elmúlt években az alábbi módon változott:
| Lakosok száma | 257  | 253  | 256  | 209  | 193  | 190  | 209  | 198  | 215  | 205  |
|               | 1961 | 1967 | 1974 | 1980 | 1987 | 1993 | 2000 | 2006 | 2013 | 2023 |